# Maio van Bari

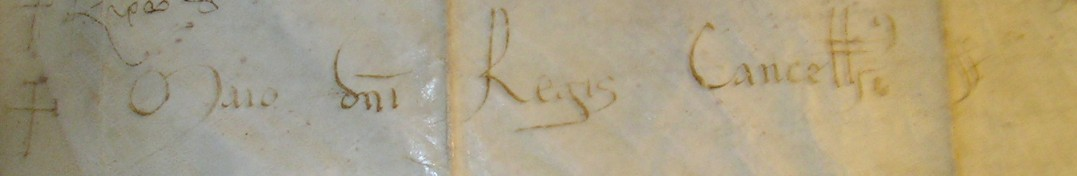
Handtekening van Maio

Maio van Bari (†1160) was amir al-umara of admiraal van het koninkrijk Sicilië en tussen 1154 tot 1160 cancellarius van koning Willem I van Sicilië (1154-1166).

## Levensloop
Zijn vader, Leon de Reiza, oefende de functie van rechter uit in Bari tussen 1119 en 1155. Maio, die bekend staat als behoorlijk gecultiveerd, kreeg een zeer complete opleiding. Op korte tijd schopte hij het van scriniarius tot vicecancellarius. Met de kroning van Willem I (1154) werd hij aangesteld als admiraal. Tevens werd Maio bevorderd van vicekanselier tot kanselier. Hoofdklerk Thomas Brun werd hierbij ontslagen na jaren dienst.
In 1156 werd Maio aangesteld als onderhandelaar bij het Verdrag van Benevento, waarbij paus Adrianus IV Willem I erkende als legitieme heerser over Zuid-Italië. Zijn macht was van dien aard, dat hij bij de adel een van de meest gehate personen was, vooral nadat hij belangrijke edelen uit de regering had verwijderd en hij zich liet omringen door vertrouwelingen uit zijn eigen klasse. Ook gaf hij aan verschillende leden van zijn familie belangrijke functies.
Zijn tegenstanders zetten een lastercampagne op touw, waarbij ze hem betichten van een relatie met de koningin en dat hij er een harem op nahield. Maio werd op 10 november 1160 in Palermo op straat neergestoken door Mathieu Bonnel, een van de leiders van de samenzweerders. De menigte, schaarde zich rond het lichaam, vertrapten het en het lijk werd door de stad gesleurd.